# صوفي بلانشارد

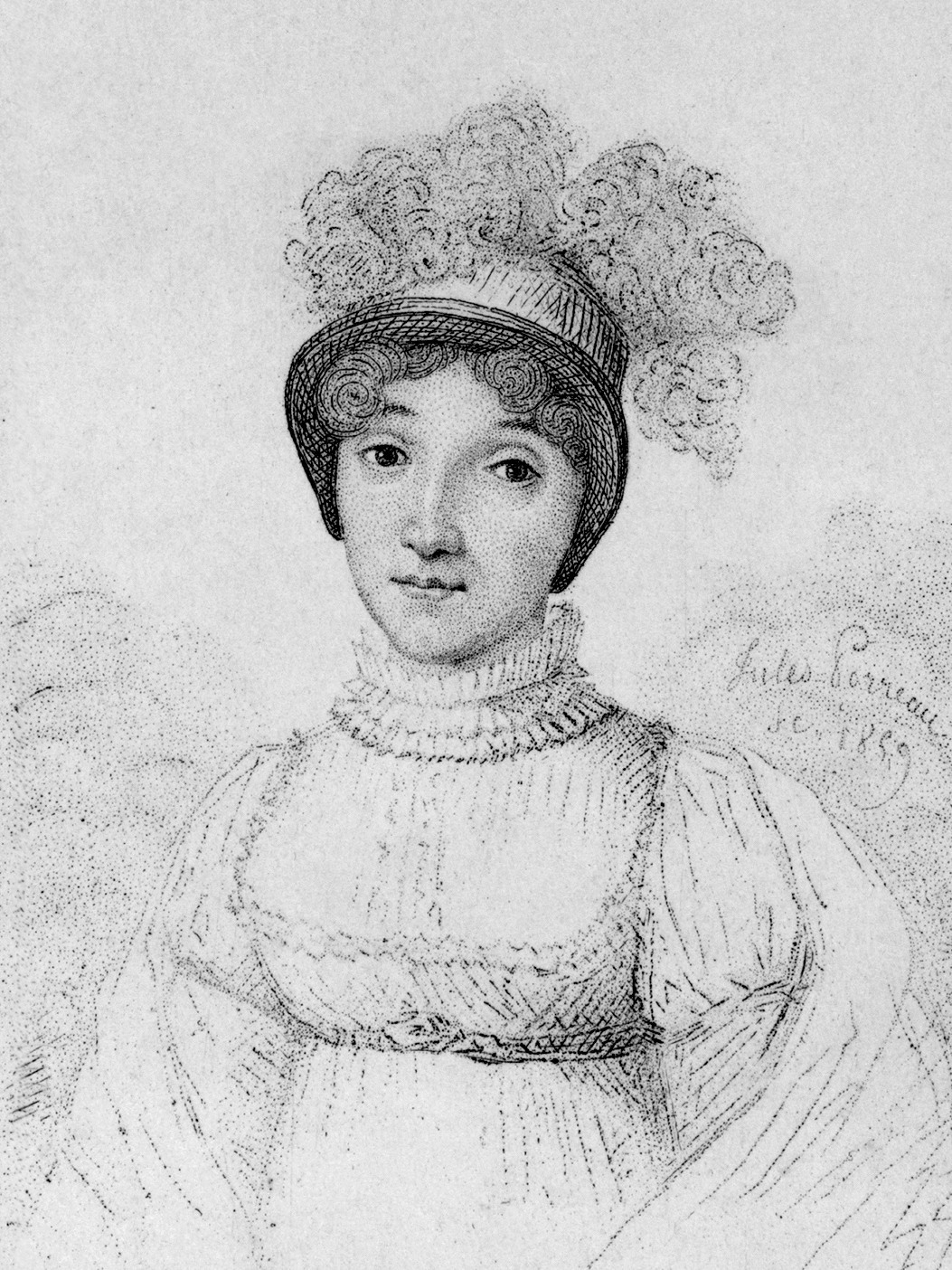
صوفي بلانشارد في رسمة بالحفر من قبل جولاس بورري في 1859

صوفي بلانشارد (بالفرنسية: Sophie Blanchard) (25 مارس 1778 - 6 يوليو 1819م) ملاحة جوية فرنسية وزوجة رائد المناطيد جان بيير بلانشار. كانت صوفي بلانشارد أول طيارة مناطيد محترفة. أكملت عملها بعد وفاة زوجها لتطير أكثر من 60 مرة، وبسبب سمعتها في أنحاء أوروبا بقدرتها على الطيران بالمناطيد قامت بلانشارد بالترفيه عن نابليون بونابرت الذي نصبها «طيارة الاحتفالات الرسمية» بديلة لِ أندريه جاك غارنوران.
استعرضت أيضًا أمام لويس الثامن عشر في فترة استعادة النظام الملكي في عام 1814م الذي لقبها بدوره «الطيارة الرسمية لاستعادة النظام». كان يعتبر طيران المناطيد عملاً خطيراً للملاحين، حيث فقدت بلانشارد الوعي في عدة مناسبات وتحملت درجة الحرارة المنخفضة والتي تصل إلى التجمد كما كادت أن تغرق حين تحطم منطادها في بركة مائية، وفي عام 1819 م أصبحت أول امرأة تُقتَل في حادث طيران حين تسببت الألعاب النارية بإشتعال منطادها خلال عرض في حدائق تيفولي بباريس ليتحطم المنطاد على سقف أحد الأبنية وتسقط بلانشارد وتلاقي حتفها.

## سيرة حياتها

### بداية حياتها ومهنتها
ولدت صوفي بلانشارد تحت باسم ماري مادلين صوفي أرمنت لوالدين من المذهب البروتستانية في تروا كانونز بالقرب من مدينة لاروشيل في فرنسا، لا نعرف الكثير عن حياتها قبل زواجها بجان بيير بلانشارد الذي يعتبر أول طيار مناطيد محترف. يعد تاريخ زواجها غير واضح، اقتبست بعض المصادر تاريخًا مبكرًا مثل 1794 أو 1797، لكن أغلب المصادر تشير إلى أنه ربما وقع في 1804 وهو تاريخ أول طيران لها بالمنطاد. حيث قد تخلى جان بيير بلانشارد عن زوجته الأولى فيكتوريا ليبرون وأولاده الأربعة ليسافر حول أوروبا لممارسة هوايته في طيران المناطيد، وبعد فترة توفيت زوجته بسبب الفقر. وُصفت صوفي بلانشارد بزوجة بلانشارد «الصغيرة والقبيحة والمتوترة» وبـ«الصغيرة بمواصفات حادة كالطيور» وأيضا بـ«الصغيرة والجميلة». شعرت صوفي بالانتماء للسماء أكثر من الأرض حيث عنى طبعها المتوتر بأنه يسهل إخافتها. كانت ترتعب من الأصوات المرتفعة وركوب عربات الأحصنة ولكنها لم تشعر بالخوف بتاتاً في السماء، وقع لها ولزوجها حادث عام 1807، في رحلة طيرانها الحادي عشر، وطيران زوجها الحادي والستون حيث تحطم منطادهما وأصيب زوجها في رأسه، تسببت الصدمة في فقدانها للنطق لفترة من الزمن.
طارت صوفي بالمنطاد لأول مرة مع بلانشارد في مارسيلز في 27 ديسمبر 1804. واجه الزوجان الإفلاس بسبب حس بلانشارد التجاري السيئ، ولهذا اعتقدوا بأن ملاحة الطيران بالمناطيد قد تجذب الأنظار لهم ليحلوا مشاكلهم المادية. وصفت صوفي الشعور بأنه «إِحساس لا يمكن مقارنته بأي إِحساس أخر». طارت صوفي ثانية مع زوجها بلانشارد، وطارت للمرة الثالثة وحدها في 18 من أغسطس 1805 في حديقة كلوستر في جاكوبينز، تولوز.
لم تكن صوفي أول امرأة تطير بالمناطيد حيث أن في 20 مايو 1784 قامت كلا من ماركيزة، وكونتيسة مونتاليمبيرت، وكونتيسة بوديناس، والآنسة دي لاجارد برحلة في منطاد مربوط بحبال في باريس، ولم تكن صوفي أيضًا أول امرأة تطير بمنطاد غير مربوط بحبال حيث أن سيتيونن هنري سبقتها حين طارت مع أندريه-جاك قارنيرن في 1798 وكانت مشهورة جدًا بطيارنها بالمناطيد مع أن الفضل كله يعود لإليزابيث ثيبل مغنية الأوبرا التي طارت مع قوستاف الثالث من السويد في ليون في 4 يوليو 1784 قبل أربعة عشر سنة من طيران سيتيونن هنري، لكن صوفي بلانشارد كانت أول امرأة تطير بمنطاد لوحدها وأول امرأة تجعل من الطيران بالمناطيد مهنة لها. وفي 1809 أصيب زوجها بسكتة قلبية عندما كان يطير بمنطاد في لاهاي ليقع ويتعرض لإصابات أدت إلى وفاته. تابعت صوفي بالطيران بعد وفاة زوجها وخصوصًا في الليل وفي بعض الأحيان كانت تبقى محلقة عاليًا طوال الليل.

### مهنتها الفردية

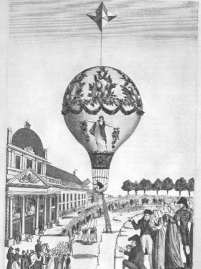
الصعود بالمنطاد في شامب دي مارس في 24 يونيو 1810

اِختَبَرَت صوفي المظلات كما كان زوجها يفعل بإسقاط كلاب بمظلات من منطادها، وأطلقت الألعاب النارية وأسقطت سلال مليئة بإشارات نارية متصلة بمظلات صغيرة خلال عروضها الترفيهية. بينما كان ملاحون الطيران الأخرون يصنعون أسماء لأنفسهم من خلال استعراض قفزات بالمظلات من مناطيدهم وخصوصا عائلة أندريه جاك قارنيرن الذي كان كُلًا من زوجته وابنته وابنة أخيه إليسا قارنيرن يقومون بالاستعراض بانتظام. كانت إليسا قارنيرن المنافسة الرئيسية لصوفي حيث كان من النادر أن ينقص حدث مهم استعراض أيًا منهما. من الممكن أن تكون صوفي اِستعرضت القفز بالمظلات بنفسها ولكن اهتمامها الأول كان الطيران بالمناطيد.
كان مازال الزوجان بلانشارد في ديون مادية عندما توفي جان بيير بلانشارد، وكي تقلل صوفي من مصاريفها أصبحت تقتصد عند اِختيارها للمناطيد، فكانت تستخدم منطادًا غازيًا مملوء بالهيدروجين حيث يسمح لها بالطيران في سلة أكبر من الكرسي بقليل، ولم تحتاج للمواد الثقيلة اللازمة للطيران كما في منطاد الهواء الساخن. وحررها منطاد الهيدروجين من أن تراقب النار لتحافظ على طيران المنطاد، ولأن صوفي كانت صغيرة وخفيفة الحجم استطاعت التقليل من كمية الغاز المستخدمة. كما استخدمت صوفي منطاد الهواء الساخن أو اِمتلكته على أقل تقدير. ذكر الكولنيل فرانسيس ماكروني في مذكراته أن صوفي باعت منطاد هواء ساخن مقابل 40£ جنية إسترليني.
أصبحت صوفي المفضلة عند نابليون ولقد عينها بدلًا من أندريه جاك قارنيرن عام 1804، حين جلب أندريه العار لنفسه عندما فشل في التحكم بمنطاد أطلق بمناسبة تتويج نابليون في باريس، انجرف المنطاد في النهاية إلى روما واصطدم بلاغو دي براكيانو وأصبح موضع العديد من النكات على حساب نابليون. يعتبر اللقب الذي منحه نابليون إلى صوفي غير واضح «الملاحة الجوية للاحتفالات الرسمية» مع مسؤولية تنظيم عروض المناطيد في الأحداث المهمة ولكن من الممكن أن يكون نصبها منصب رئيسة وزرائه الجوية للمناطيد ومن هنا قيل بأنها قد خططت لغزو إنجلترا جوياً.

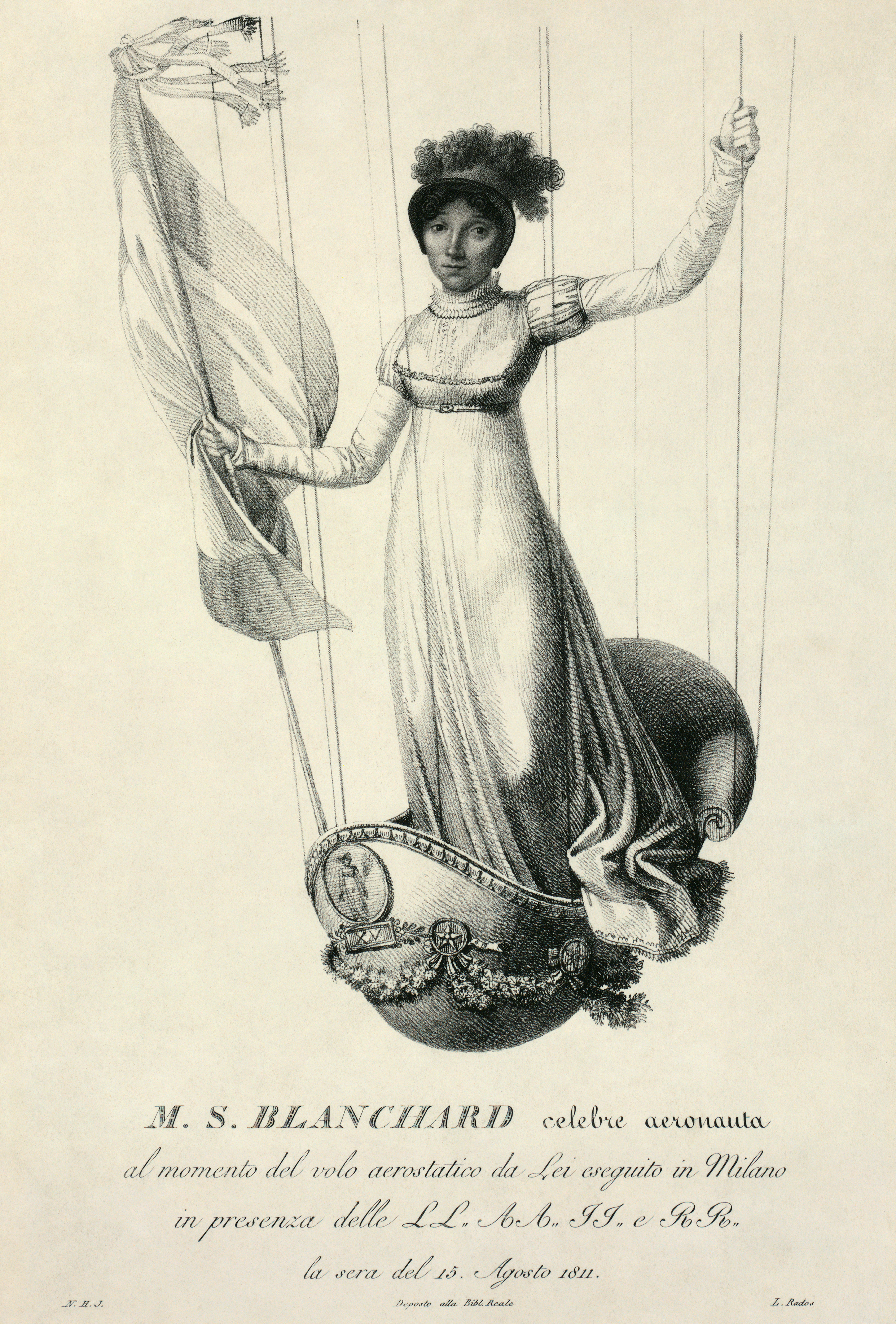
طيران صوفي بالمنطاد في ميلان في 15 أغسطس 1811 إحتفالا بعيد ميلاد نابليون ال42

لقد طارت صوفي بالمنطاد للترفيه عن نابليون في 24 يونيو 1810 من شامب دي مارس في باريس، وفي احتفال زواجه من ماري لويس من النمسا من قبل الحرس الإمبراطوري، وفي ولادة ابنه طارت صوفي بلانشارد بالمنطاد فوق باريس وأسقطت منشورات تعلن هذه الولادة. واستعرضت أيضًا في الاحتفال الرسمي لتعميده في شاتو دي ساينت كلود في 23 يونيو 1811 بإطلاق ألعاب نارية من المنطاد، ومرة أخرى في «فيت دي لامبرور» في ميلان في 15 أغسطس 1811م. وطارت أيضًا في أجواء سيئة فوق كامب مورت كمرافقة لاستعراض قوات أخ زوجة نابليون ملك نابولي واكيم مورات في 1811، وطارت صوفي بالمنطاد من جسر نوف كجزء من موكب احتفال النصر عندما دخل لويس الثامن عشر باريس بعد استعادتها للعرش الملكي في 4 مايو 1814، أعجب لويس باستعراضها ولقبها بـ «الملاح الجوي الرسمي لإستعادة النظام».
وبسبب شهرتها في أوروبا تجمع الحشود لمشاهدة استعراضاتها، فعلى ما يبدو صوفي كانت السبب في الحضور الضعيف لأوبرا كارل ماري فون ويبر سيلفانا في ليلة الافتتاح في فرانكفورت في 16 سبتمبر 1810، حيث حضر القليل افتتاح الأوبرا بينما حضر الكثير لاستعراضها. وقدمت الكثير من الاستعراضات في إيطاليا، وفي 1811 سافرت بالمنطاد من روما إلى نابولي وقطعت الرحلة بالنصف لتتوقف مرة واحدة بعدما قطعت 60 ميل (97 كيلومتر)، وطارت مرة أخرى من روما بارتفاع 12,000 قدم (3,660 متر) حيث ادعت بأنها استغرقت في نوم عميق لفترة من الزمن قبل أن تهبط تاقليا كوزو، وفي نفس السنة فقدت الوعي مرة أخرى بعدما اضطرت أن تطير لتتجنب الاحتجاز في عاصفة برد بالقرب من فينسين لتجد نفسها نتيجة لذلك في الجو لمدة أربعة عشر ساعة ونصف، وقطعت صوفي جبال الألب بالمنطاد. وخلال رحلة بالمنطاد إلى تورين في 26 أبريل 1812 انخفضت درجة الحرارة جدا حيث عانت صوفي من نزيف بالأنف وتشكلت رقاقات الثلج على يديها ووجهها، وأوشكت على الموت في 21 سبتمبر 1817 خلال رحلة من نانتس (رحلتها رقم 53) عندما أخطأت في تقييم منطقة الهبوط الأمنة وهبطت في حقل مستنقع وعلقت مظلة منطادها في الشجر، مما جعل كرسيها يسقط وعلقت صوفي في حبال منطادها وسقطت في المستنقع وكانت لتغرق لو لم تصلها المساعدة سريعًا. وتعاطفت صوفي مع ماري ثيريز دي لاموروس التي كانت تدير ملجأ للنساء اللاتي يتعرضن للإصابات (ومعنى اسمه بالفرنسية: الرحمة) في بوردو وعرضت أن تتبرع بعائدات إحدى رحلاتها للمشروع، ولكن دي لاموروس رفضت بحجة أنها لاتريد أن تكون السبب في أن تعرض صوفي حياتها للخطر مرة أخرى.

### وفاتها

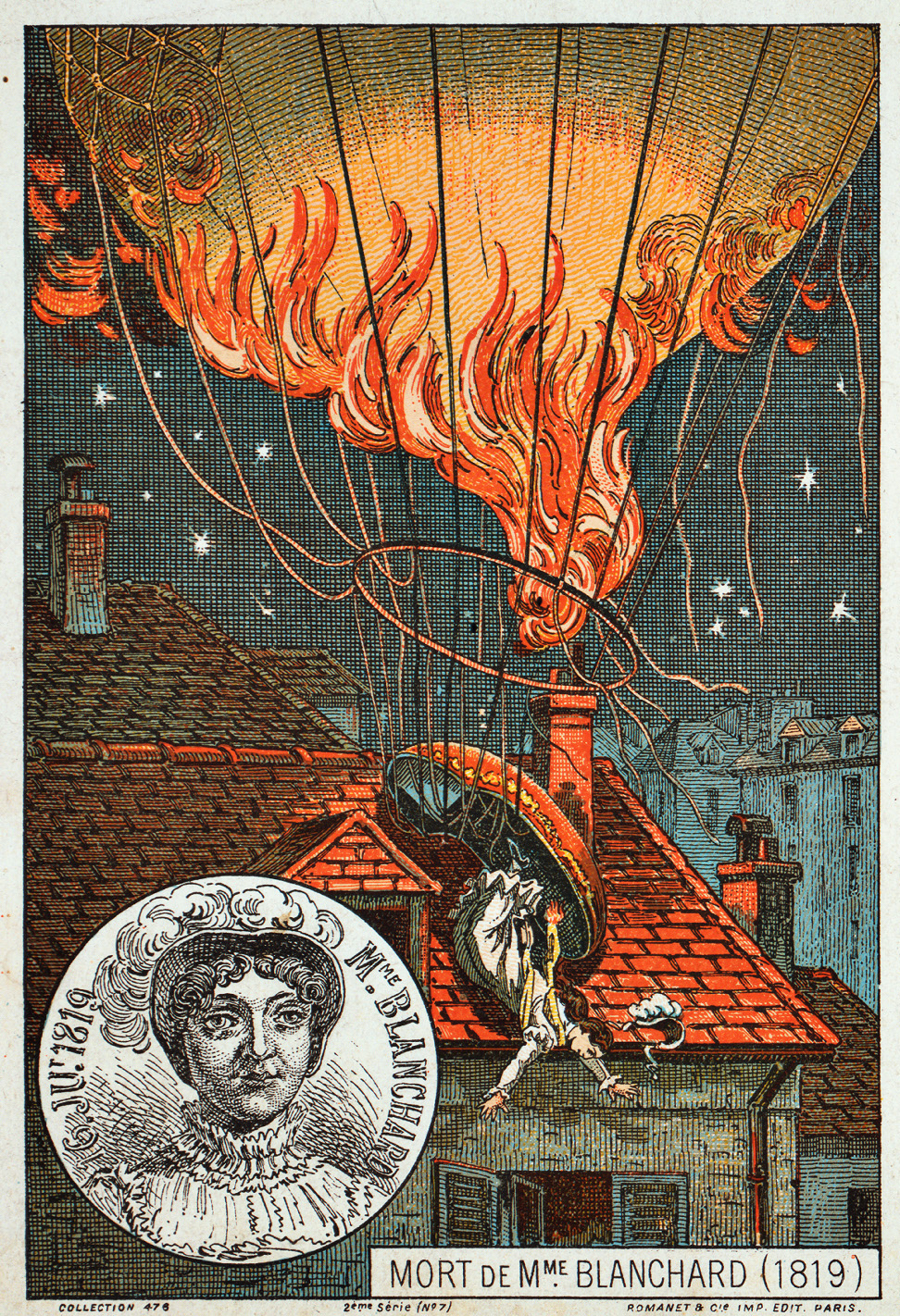
وفاة صوفي بلانشارد. رسمة من نهاية القرن 19.

في 6 يوليو 1819 وخلال صعودها بالمنطاد لتبدأ استعراضها فوق حدائق تيفولي في باريس اشتعل منطادها الموقود بغاز الهيدروجين نارًا وعلقت صوفي في حبال المنطاد وسقطت لتلاقي حتفها. قيل أنها كانت متوترة أكثر من المعتاد قبل أن تطير بالمنطاد. قد قامت صوفي بالاستعراض فوق حدائق تيفولي مرارًا حيث كانت تطير بمنطادها مرتين في الأسبوع حينما تكون في باريس، ولقد حذرت مرارا من استخدام الألعاب النارية في عروضها، وفي استعراضها الأخير بالتحديد كان من المفترض أن يكون مثيرا للإعجاب وبإشارات نارية أكثر من المعتاد وعلى مايبدو بأن التحذيرات أخيرا حققت انطباعًا لديها، قام بعض المتفرجين بتحذيرها من الطيران ذاك اليوم ولكن بعض التواقين لرؤية العرض شجعوها، وتشير أحد التقارير أنها حزمت أمرها وصعدت على كرسيها وقالت «لنذهب، هذه المرة ستكون الأخيرة».